# هشت یار اوشن
هشت یار اوشن (انگلیسی: Ocean's Eight) فیلمی در ژانر کمدی، سرقت و جنایی به کارگردانی گری راس و نویسندگی راس و اولیویا میلش است که در سال ۲۰۱۸ منتشر شد.

## خلاصهٔ داستان
فیلم داستان یک سارق حرفه ای بنام دبی اوشن (با بازی: ساندرا بولاک) را روایت می‌کند که تلاش می‌کند تا با جمع کردن یک گروه، سرقتی غیرممکن از مت گالا که یکی از بزرگ‌ترین کمپانی‌های مراسم مد و لباس است را رقم بزند …

## بازیگران
- ساندرا بولاک در نقش دبی اوشن
- کیت بلانشت در نقش لو میلر
- ان هتوی در نقش دفنی کلوگر
- هلنا بونهام کارتر در نقش رز وایل
- ریانا در نقش ناین بال
- میندی کالینگ در نقش آمیتا
- سارا پلسون در نقش تمی
- آکوافینا در نقش کانستنس
- آیرا گلس (حضور افتخاری)